# Flip Keegstra
Flip Keegstra (ur. 20 lipca 1914 w Amsterdamie, zm. 9 maja 1991 tamże) – holenderski żeglarz, dwukrotny olimpijczyk.
W regatach rozegranych podczas Letnich Igrzysk Olimpijskich 1948 wystąpił w klasie Swallow zajmując 11. pozycję. Załogę jachtu St. Margrite tworzył z nim Wim de Vries Lentsch.
Obaj wraz z Piet van der Giessenem cztery lata później w klasie 5,5 metra zajęli zaś 13. lokatę na jachcie DeRuyter.